# Boom Box
Boom Box è un box set a tiratura limitata pubblicato dai No Doubt nel 2003 lo stesso giorno dell'uscita del loro greatest hits The Singles 1992-2003.

## Tracce

### Disco uno
- The Singles 1992-2003

1. Just a Girl (Gwen Stefani, Tony Kanal)
2. It's My Life (Mark Hollis, T. Friese-Greene)
3. Hey Baby (feat. Bounty Killer) (G. Stefani, Kanal, Tom Dumont, R. Price)
4. Bathwater (G. Stefani, Kanal, Dumont)
5. Sunday Morning (Kanal, G. Stefani, E. Stefani)
6. Hella Good (G. Stefani, P. Williams, Chad Hugo, Kanal)
7. New (G. Stefani, Dumont)
8. Underneath It All (feat. Lady Saw) (G. Stefani, Dave Stewart)
9. Excuse Me Mr. (G. Stefani, Dumont)
10. Running (G. Stefani, Kanal)
11. Spiderwebs (G. Stefani, Kanal)
12. Simple Kind of Life (G. Stefani)
13. Don't Speak (E. Stefani, G. Stefani)
14. Ex-Girlfriend (G. Stefani, Dumont, Kanal)
15. Trapped in a Box (E. Stefani, Dumont, G. Stefani, Kanal)

### Disco due
- DVD: The Videos: 1992-2003

1. It's My Life (not listed on sleeve)
2. Running
3. Underneath It All (feat. Lady Saw)
4. Hella Good
5. Hey Baby (feat. Bounty Killer)
6. Bathwater
7. Simple Kind of Life
8. Ex-Girlfriend
9. New
10. Oi to the World
11. Sunday Morning
12. Excuse Me Mr.
13. Don't Speak
14. Spiderwebs
15. Just A Girl
16. Trapped in a Box

### Disco tre
- Everything in Time

1. Big Distraction
2. Leftovers
3. Under Construction
4. Beauty Contest
5. Full Circle
6. Cellophane Boy
7. Everything In Time (Los Angeles)
8. You're So Foxy
9. Panic
10. New Friend (feat. Buccaneer)
11. Everything In Time (Londra)
12. Sailin' On (Bad Brains cover)
13. Oi to the World (The Vandals cover)
14. I Throw My Toys Around (feat. Elvis Costello)
15. New & Approved (New Remix)
16. A Real Love Survives (feat. Ms. Dynamite) (Rock Steady remix)
17. A Rock Steady Vibe (feat. Sweetie Irie) (Rock Steady remix)

### Disco quattro
- DVD: Live in the Tragic Kingdom

1. Tragic Kingdom
2. Excuse Me Mr.
3. Different People
4. Happy Now?
5. D.J.'s (Sublime cover)
6. End It on This
7. Just a Girl
8. The Climb
9. Total Hate
10. Hey You
11. The Imperial March (from Star Wars Episode V: The Empire Strikes Back)
12. Move On
13. Don't Speak
14. Sunday Morning
15. Spiderwebs
16. Ob-La-Di, Ob-La-Da (Beatles cover)

## Formazione
- Gwen Stefani – voce
- Eric Stefani – chitarra, tastiere
- Tom Dumont - chitarra
- Tony Kanal – basso
- Adrian Young – batteria, percussioni